# Stilobezzia setigeripes
Stilobezzia setigeripes är en tvåvingeart som beskrevs av Tokunaga 1963. Stilobezzia setigeripes ingår i släktet Stilobezzia och familjen svidknott. Inga underarter finns listade i Catalogue of Life.